# Eva Wilms
Eva Wilms (Essen, 21 luglio 1952) è un'ex pesista tedesca.

## Palmarès
| Anno | Manifestazione   | Sede              | Evento         | Risultato | Misura   | Note |
| ---- | ---------------- | ----------------- | -------------- | --------- | -------- | ---- |
| 1970 | Europei juniores | Parigi            | Pentathlon     | 5ª        | 4.315 p. |      |
| 1974 | Europei indoor   | Göteborg          | Getto del peso | 9ª        | 16,61 m  |      |
| 1976 | Europei indoor   | Monaco di Baviera | Getto del peso | 7ª        | 18,29 m  |      |
| 1976 | Olimpiadi        | Montréal          | Getto del peso | 7ª        | 19,29 m  |      |
| 1977 | Europei indoor   | San Sebastián     | Getto del peso | Bronzo    | 20,87 m  |      |
| 1978 | Europei indoor   | Milano            | Getto del peso | Bronzo    | 19,24 m  |      |
| 1978 | Europei          | Praga             | Getto del peso | 5ª        | 19,20 m  |      |
| 1980 | Europei indoor   | Sindelfingen      | Getto del peso | Argento   | 19,66 m  |      |